# Marius Cocioran
Marius Iulian Cocioran (* 10. Juli 1983 in Reșița) ist ein rumänischer Geher.

## Sportliche Laufbahn
Marius Cocioran sammelte 2004 erste Wettkampferfahrung im Gehen gegen die nationale Konkurrenz. 2005 gewann er die Goldmedaille bei den Rumänischen U20-Meisterschaften über 50 km. 2006 gewann er in der Altersklasse der Erwachsenen die Bronzemedaille bei den Rumänischen Meisterschaften mit einer Zeit von 1:32:10 h über 20 km. 2007 sammelte er dann erste Wettkampferfahrung gegen eine internationale Konkurrenz und belegte bei den Geher-Meisterschaften des Balkans den siebten Platz. 2009 steigerte er sich auf der 20-km-Distanz auf 1:28:45 h und gewann damit erneut Bronze bei den nationalen Meisterschaften. Auch 2010 gewann er die Bronzemedaille und wurde zudem im September Rumänischer Vizemeister über 50 km. 2011 gewann er dann auf beiden Distanzen jeweils zum ersten Mal die nationalen Meistertitel. 2012 trat er im russischen Saransk im März beim Geher-Weltcup an und verbesserte sich über 50 km auf eine Zeit von 3:57:55 h, womit er sich für die Olympischen Sommerspiele in London qualifizierte. Bei ihnen ging er im August an den Start und konnte sich im Wettkampf nochmal hauchdünn verbessern. Dennoch kam er mit der Zeit von 3:57:52 h nicht über Platz 36 hinaus.
Durch seine Leistungen 2012 war Cocioran auch für die Weltmeisterschaften 2013 in Moskau qualifiziert. Der Wettkampf dort stellte seinen einzigen Start auf der 50-km-Distanz in jenem Jahr dar. Im Ziel landete er auf dem 39. Platz. 2014 war er zum ersten Mal für die Europameisterschaften qualifiziert und trat bei ihnen im August in Zürich an. Mit 4:03:25 h landete er auf dem 22. Platz im Ziel. 2015 steigerte sich Cocioran im Mai beim Europäischen Geher-Cup im spanischen Murcia auf eine Bestzeit von 3:55:59 h. Damit war er für seine zweite Teilnahme an den Weltmeisterschaften qualifiziert, konnte den Wettkampf in Peking allerdings nicht beenden. Mit seiner Bestzeit aus dem Mai war er anschließend auch für seine zweite Teilnahme an den Olympischen Sommerspielen qualifiziert, konnte aber auch in Rio de Janeiro den Wettkampf nicht beenden. Somit konnte er seit Mai 2015 keinen vollständigen Wettkampf auf der 50-km-Distanz absolvieren. In den nächsten Jahren konnte er sich zunächst nicht für internationale Meisterschaften qualifizieren. Erst im Mai 2021 konnte er sich im tschechischen Poděbrady im Rahmen der Geher-Team-Europameisterschaften auf 3:55:29 h verbessern. Damit ist er über seine Platzierung auf der Weltrangliste zum dritten Mal bei den Olympischen Sommerspielen startberechtigt. Mit seiner Zeit trug er dazu bei, dass das rumänische Team den sechsten Platz belegte. Zudem verbesserte Cocioran seinen eigenen Nationalrekord aus dem Jahr 2015. Anfang August trat er bei den Olympischen Spielen an und erzielte mit Platz 24 sein bestes Ergebnis.
2022 startete Cocioran bei den Weltmeisterschaften in Eugene über die erstmals bei einer Großveranstaltung zu absolvierende 35-km-Distanz an. Nach 2:43:27 h belegte er im Ziel den 38. Platz. Einen Monat später startete er über die gleiche Distanz bei den Europameisterschaften in München, konnte den Wettkampf dort allerdings nicht beenden.
Cocioran gewann im Laufe seiner Leichtathletikkarriere vier nationale Meistertitel, dreimal über 20 km (2011–2012, 2014) und einmal über 50 km (2011).

## Wichtige Wettbewerbe
| Jahr                 | Veranstaltung           | Ort                  | Platz                | Disziplin            | Zeit                 |
| Startet für Rumänien | Startet für Rumänien    | Startet für Rumänien | Startet für Rumänien | Startet für Rumänien | Startet für Rumänien |
| -------------------- | ----------------------- | -------------------- | -------------------- | -------------------- | -------------------- |
| 2012                 | Olympische Sommerspiele | London               | 36.                  | 50 km Gehen          | 3:55:52 h            |
| 2013                 | Weltmeisterschaften     | Moskau               | 39.                  | 50 km Gehen          | 4:04:23 h            |
| 2014                 | Europameisterschaften   | Zürich               | 22.                  | 50 km Gehen          | 4:03:25 h            |
| 2015                 | Weltmeisterschaften     | Peking               |                      | 50 km Gehen          | DNF                  |
| 2016                 | Olympische Sommerspiele | Rio de Janeiro       |                      | 50 km Gehen          | DNF                  |
| 2021                 | Olympische Sommerspiele | Tokio                | 24.                  | 50 km Gehen          | 4:01:43 h            |
| 2022                 | Weltmeisterschaften     | Eugene               | 38.                  | 35 km Gehen          | 2:43:27 h            |
| 2022                 | Europameisterschaften   | München              |                      | 35 km Gehen          | DNF                  |

## Persönliche Bestleistungen
Freiluft
- 10-km-Gehen: 43:38 min, 4. März 2006, Craiova
- 20 km Gehen: 1:27:36 h, 11. März 2012, Reșița
- 35-km-Gehen: 2:38:00 h, 30. Januar 2022, Lepe
- 50-km-Gehen: 3:55:29 h, 16. Mai 2021, Poděbrady, (rumänischer Rekord)